# ارل باکن
ارل باکن (به انگلیسی: Earl Bakken) (زاده ۱۰ ژانویه ۱۹۲۴ - درگذشته ۲۱ اکتبر ۲۰۱۸) کارآفرین، مخترع، بازرگان و نیکوکار آمریکایی نروژی‌تبار بود، که در سال ۱۹۷۵ شرکت مدترونیک را تأسیس نمود. وی طراح نخستین باتوم برقی نیز می‌باشد.